# Koh Ker
Pour les articles homonymes, voir KOH (homonymie).
Koh Ker est une ancienne capitale khmère, de 928 à 944, sous le règne de Jayavarman IV. Ses ruines se trouvent à 80 km au nord-est d'Angkor, province de Siem Reap, au Cambodge. Les temples se situent dans la forêt à une altitude comprise entre 70 et 80 m ; le paysage environnant ne présente qu'un faible relief entre 50 et 160 m. Un grand nombre d'édifices khmers conservent des témoignages de l'ancien Cambodge mais ils ont été largement pillés dans les années 1970 et le début des années 1980. À l'intérieur de cette ville, le complexe du  Prasat Thom a fait l'objet d'une étude très précise révélatrice des ensembles sculptés disparus, dont la plus grande sculpture de tout l'espace khmer, celle de Shiva « Seigneur des trois mondes », reconnu dès lors comme la divinité tutélaire de la royauté angkorienne. Cette étude clarifie surtout la fonction funéraire du temple khmer au moment où se fonde le culte du Devarāja, le culte rendu à la divinité tutélaire de la royauté angkorienne.
Ce nom, « Koh Ker », dérive du vieux-khmer Chok Gargyar ou Chok Grager : « le bosquet des koki » (Hopea odorata).
Plusieurs statues du Musée National de Phnom Penh proviennent de Koh Ker.

## Description

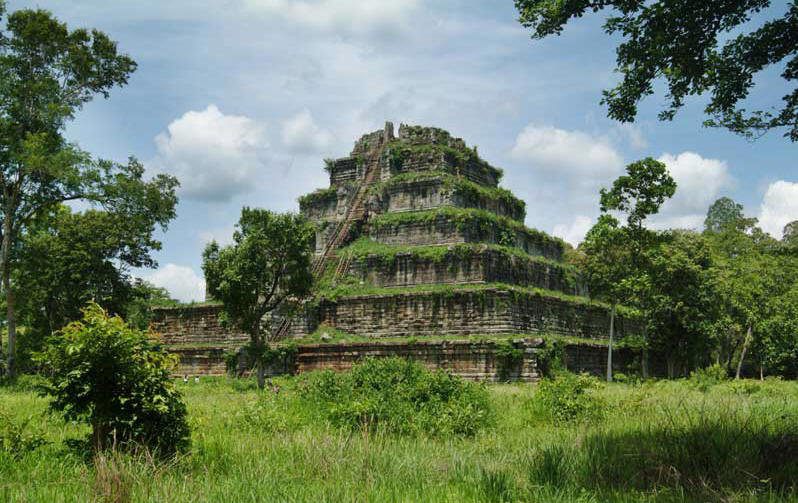
Pyramide à degrés Complexe du Prasat Thom en 2006

Le site de Koh Ker est dominé par la pyramide à degrés, un temple-montagne, hindou puis bouddhiste, de 30 mètres de haut, s’élevant au-dessus de la plaine et les forêts alentour. Il ne constitue que l'élément le plus saillant du complexe cultuel du Prasat Thom qui s'étire sur plus d'1 km sur un axe Nord-est / Sud-ouest. Loin des foules d'Angkor, Koh Ker a un côté attrayant pour toute personne souhaitant vivre l’expérience de temples déserts et dont le silence est seulement troublé par le chant des oiseaux.
Outre la pyramide de Prasat Thom, on peut admirer à Koh Ker une concentration unique de fondations religieuses, à cette époque du Cambodge ancien :
- Le Prasat Bram (ou Pram) constitué de trois tours de briques enserrées dans les racines,
- Le Prasat Krachap dont ne subsistent que quelques pans de murs et de pignons et des pieds-droits de portes calligraphiés,
- Le Prasat Banteay Pichean avec ses tours complètement éventrées,
- Le Prasat Chin, et bien d'autres.

Le site est inscrit en 2023 sur la liste du patrimoine mondial par l'UNESCO dans la catégorie patrimoine culturel.

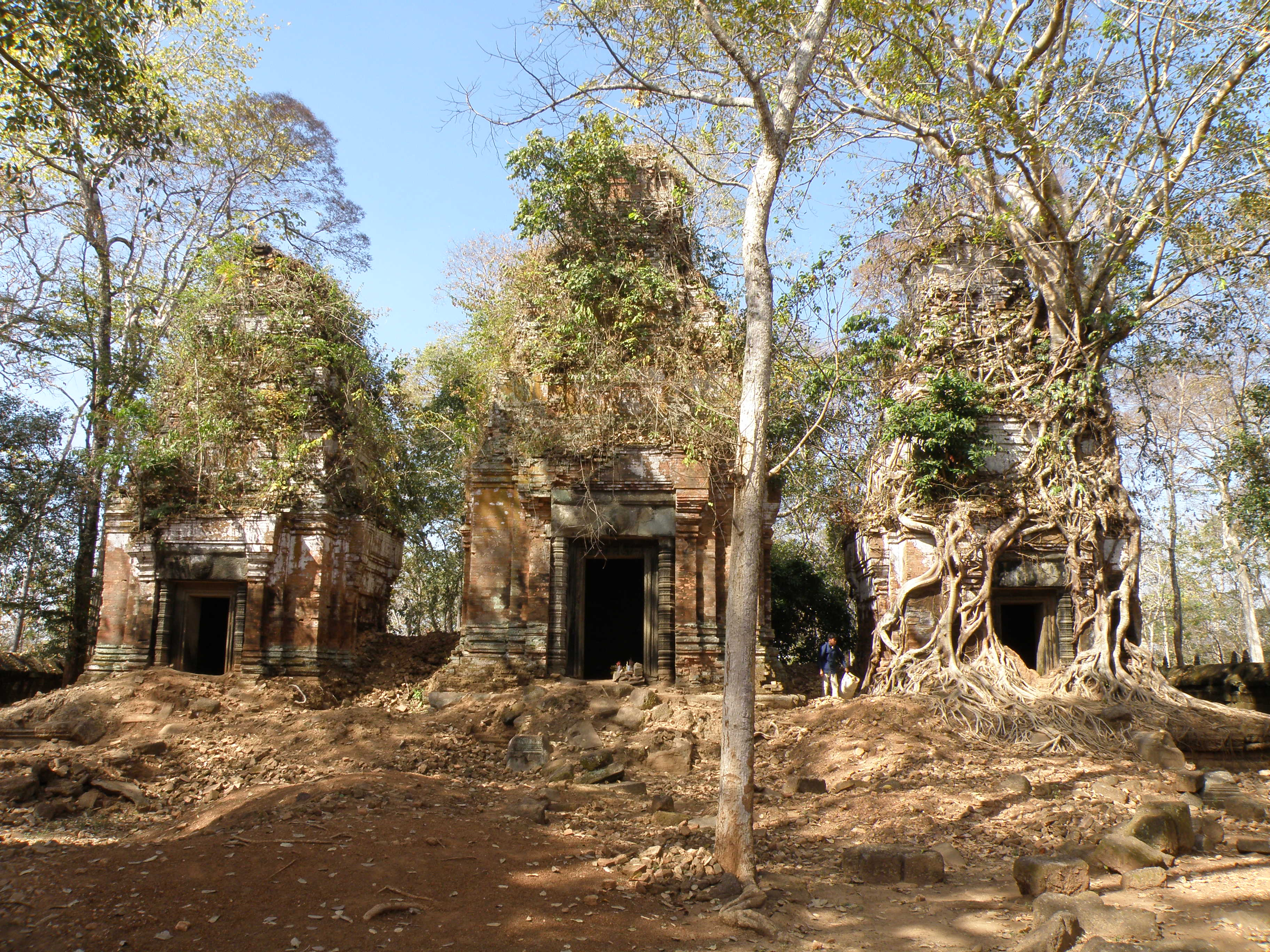
Koh Ker - complexe du Prasat Pram
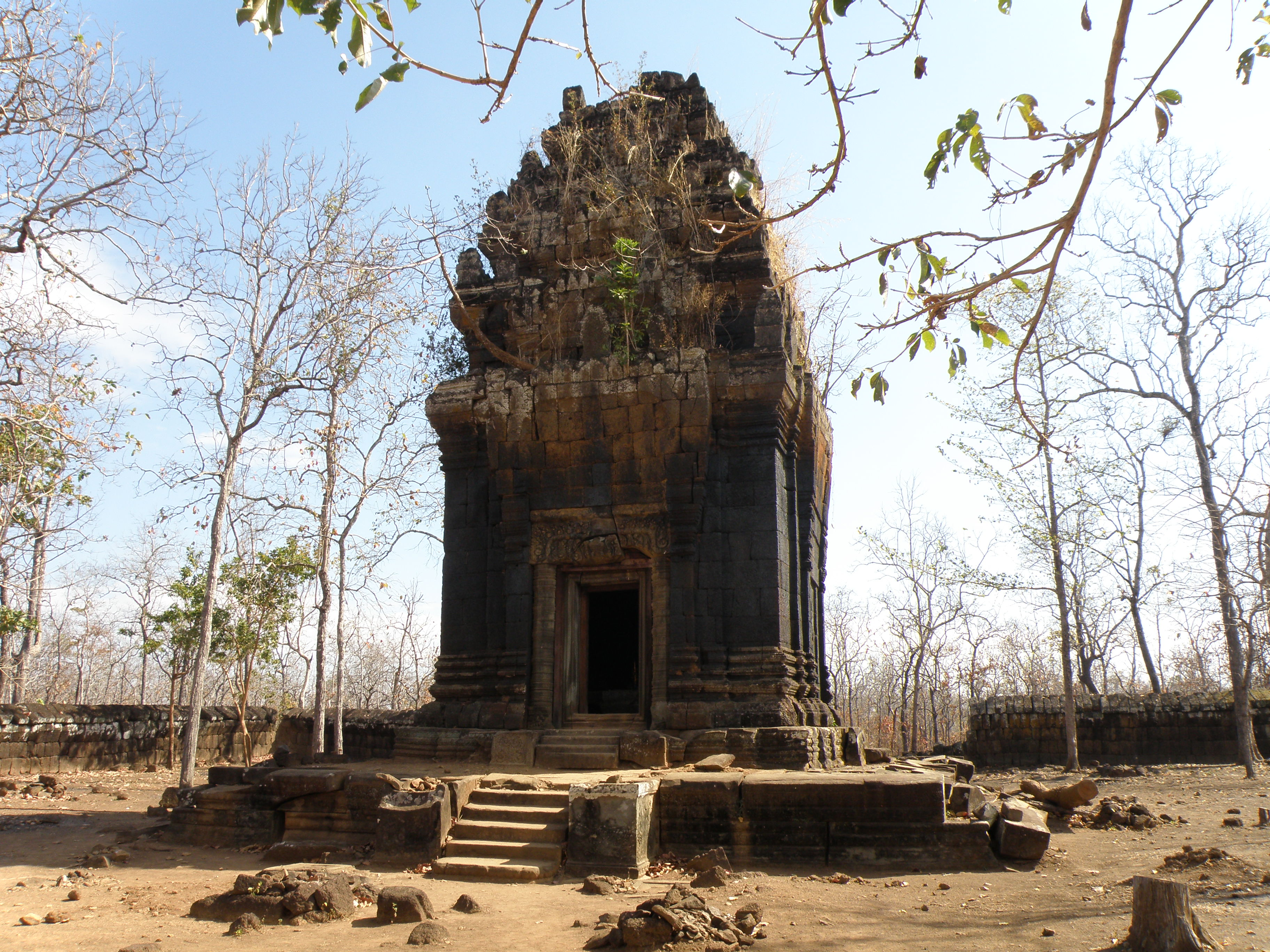
Koh Ker - Temple tour, complexe du Prasat Pram (?)
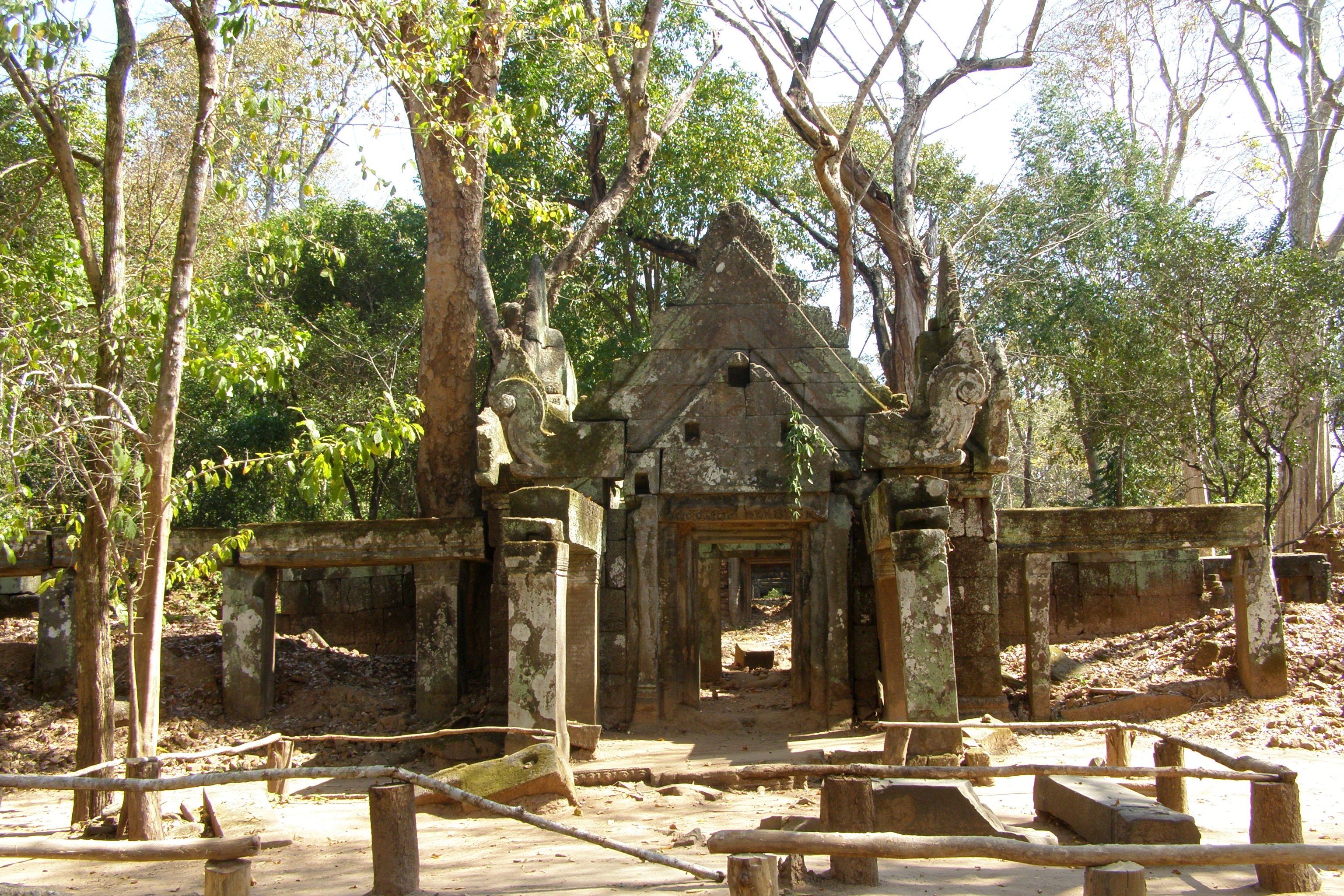
Koh Ker - complexe du Prasat Krachap
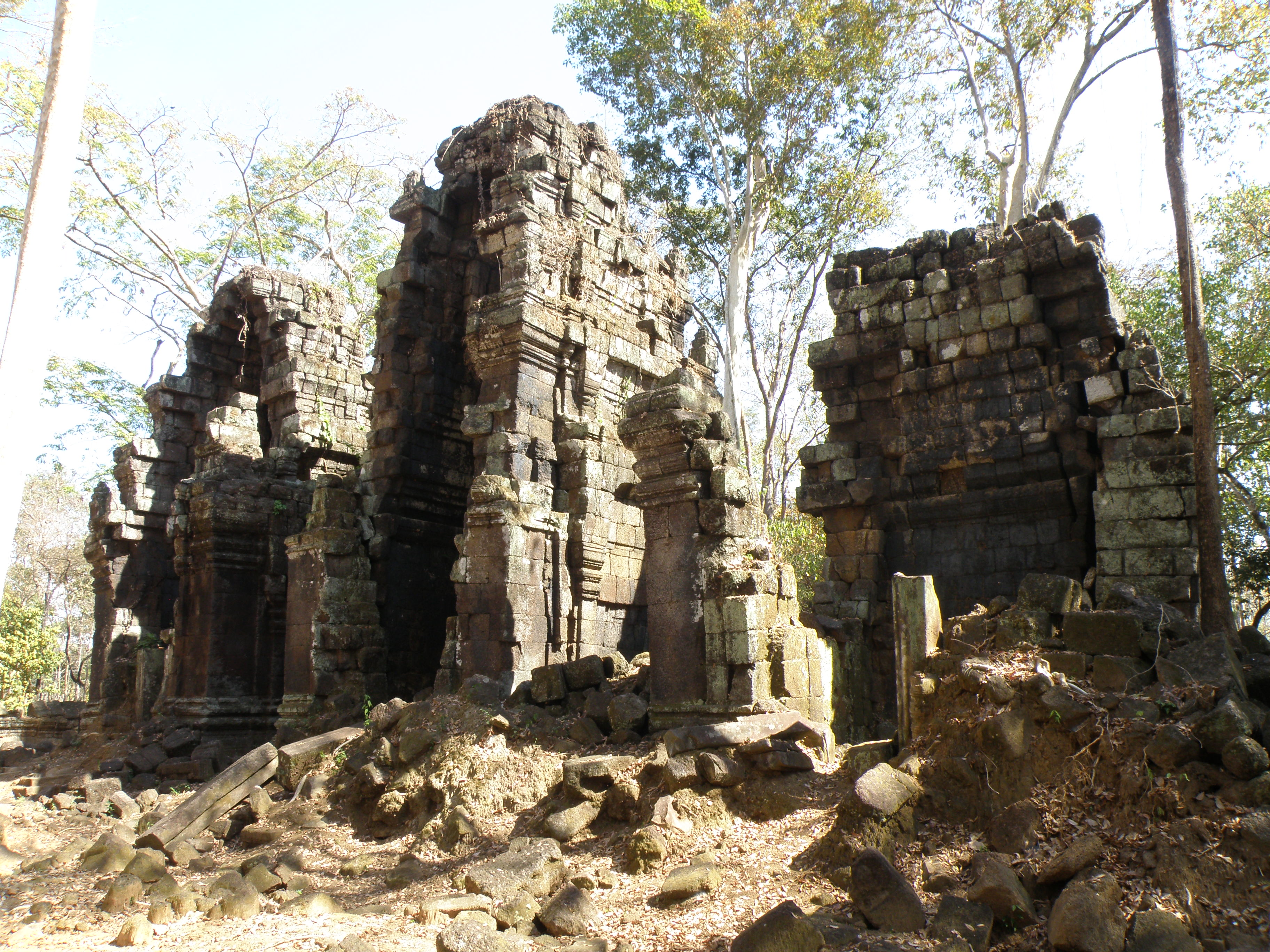
Koh Ker - complexe du Banteay Pichean (ou Pir Chan)

## Histoire d'une redécouverte

### Les découvreurs et la redécouverte de 2009-2014
Le site a été étudié une première fois par l'explorateur Louis Delaporte (entre 1866 et 1881), puis par l'administrateur Étienne Aymonnier en 1880-90. Enfin l'archéologue Henri Parmentier a publié une première enquête détaillée dans L'art khmer classique : monuments du quadrant Nord-Est, en 1939. L'École française d'Extrême-Orient a mis en place en 2009 un programme de recherches, conduit par Eric Bourdonneau, sur le site ; recherches qui ont fait l'objet de plusieurs communications en 2011, 2012, 2013 et 2014.

### Le site et l'eau

Plan d'ensemble

L'installation de la capitale en dehors d'Angkor n'est pas exceptionnel. La capitale n'a cessé de changer de lieu à l'intérieur de la région d'Angkor et jusqu'aux monts Kulen, voisins. Cependant Jayavarman IV, en s'installant à plus de 80 km d'Angkor, rompait alors avec la tradition vieille de plus de deux siècles qui voulait que la capitale soit placée dans la proximité, au moins, de la plaine d'Angkor. Le site de cette capitale compte deux douzaines de temples répartis sur une cinquantaine de kilomètres carrés. Plus tard, lorsque le roi disparut, la ville elle-même fut abandonnée, et les temples furent envahis par la forêt pour toujours.
Lorsqu'on regarde le plan, l'organisation des édifices et la gestion de l'eau reproduisent un modèle qui se retrouve dans toute la plaine d'Angkor : la relation entre les capitales de la plaine de Siem Reap et les lieux saints situés aux sources des cours d'eau qui irriguent la plaine, dans les monts Kulen (par ex. « Rivière aux mille linga » : Kbal Spean). Ce modèle, la relation amont-aval figurant les eaux du Gange, se retrouve sur le site de Vat Phou (sud du Laos) reconnu comme grand lieu saint depuis le VIIe siècle, en amont des chutes du Mékong, en dehors du royaume khmer. À Koh Ker, c'est le site du Trapeang Khna (voir plan) qui assume cette fonction, en amont du temple et de la plaine. C'est le point haut de Koh Ker, à la source d'un petit ruisseau qui alimentait le bassin, image réduite des futurs gigantesques baray de la plaine d'Angkor. Ce bassin est lui-même image de l'Océan de lait, aux vertus purificatrices comme celles du Gange.

## Signification religieuse et politique du Prasat Thom

### Composition architecturale
Le sanctuaire du Prasat Thom est composé sur un axe Sud-ouest / Nord-est. Cet ensemble constituant le complexe du Prasat Thom, considéré comme le « lieu saint royal ». L'archéologue Éric Bourdonneau s'est posé la question de ce que contenaient ces volumes architecturaux et quelles en étaient les différentes fonctions.
L'élément le plus important de la composition, entre les portes d'entrée et la pyramide, présente une douve et trois enceintes emboitées, concentriques. Une chaussée les traverse, jalonnée de quatre pavillons d'entrée. Tout au centre, la tour centrale est aussi la plus petite et abritait probablement la représentation de Shiva « Seigneur des trois mondes » sous la forme d'un liṅga. L'ouverture sur le liṅga, de cette toute petite tour, ne mesurant qu'à peine 1 m.
Plus on s'écarte du centre et plus les édifices, mais aussi les images des dieux, leurs statues, sont de plus en plus grandes. Des deux premiers pavillons d'entrée, ou gopura, l'un est le plus haut, l'autre le plus étalé. Le gopura le plus haut abritait l'une des statues les plus remarquables du Cambodge ancien, un monumental Shiva dansant, en « Seigneur des trois mondes » qu'il aura fallu reconstituer virtuellement. Cette progression du centre vers la périphérie inscrit dans l'espace architectural « l'expansion cosmique du temple ». On parvenait donc au centre du sanctuaire après avoir traversé cette succession de gopura, et de « chapelles », ou prasat, de plus en plus petites.
Au delà du sanctuaire, et toujours sur le même axe, on rencontre la pyramide, un temple-montagne aux proportions impressionnantes. Au sommet de la pyramide à cinq gradins, à 36 m de hauteur, la tour inachevée protégeait un second symbole de Shiva, un liṅga de pierre taillée et polie de plus de 4 m de haut et de 1 à 2 m de diamètre. La prouesse de ces dimensions étant inscrites trois fois, dont deux fois à Koh Ker. Ce liṅga est d'ailleurs d'une taille tout à fait inédite dans le Cambodge ancien. Son piédestal était composé de blocs qui devaient peser dans les dix tonnes. Ces deux liṅga, du sanctuaire et de la pyramide, étaient probablement recouverts d'or.
Ici plus qu'ailleurs au Cambodge, l'opposition entre le caractère colossal du temple-montagne et les petits volumes du sanctuaire fait clairement sens, les deux liṅga se faisant échos. Le temple-montagne apparaît comme le gigantesque piédestal du liṅga démesuré, « il proclame la gloire et la souveraineté du dieu en même temps que celle du roi à l'origine d'un tel exploit ». Inversement, les tout petits édifices du sanctuaire « mettent l'accent sur l'inaccessibilité de la divinité au « corps subtil comme un grain de sésame », pour reprendre une formule rencontrée sur une inscription ».
Cette formule architecturale qui aura une postérité considérable retravaille des formules antérieures, issues des temples du groupe de Roluos, Preah Kô, Lolei et le Bakong, mais aussi plus anciennes, à Sambor Prei Kuk.

### Les sculptures disparues, recomposées, comprises

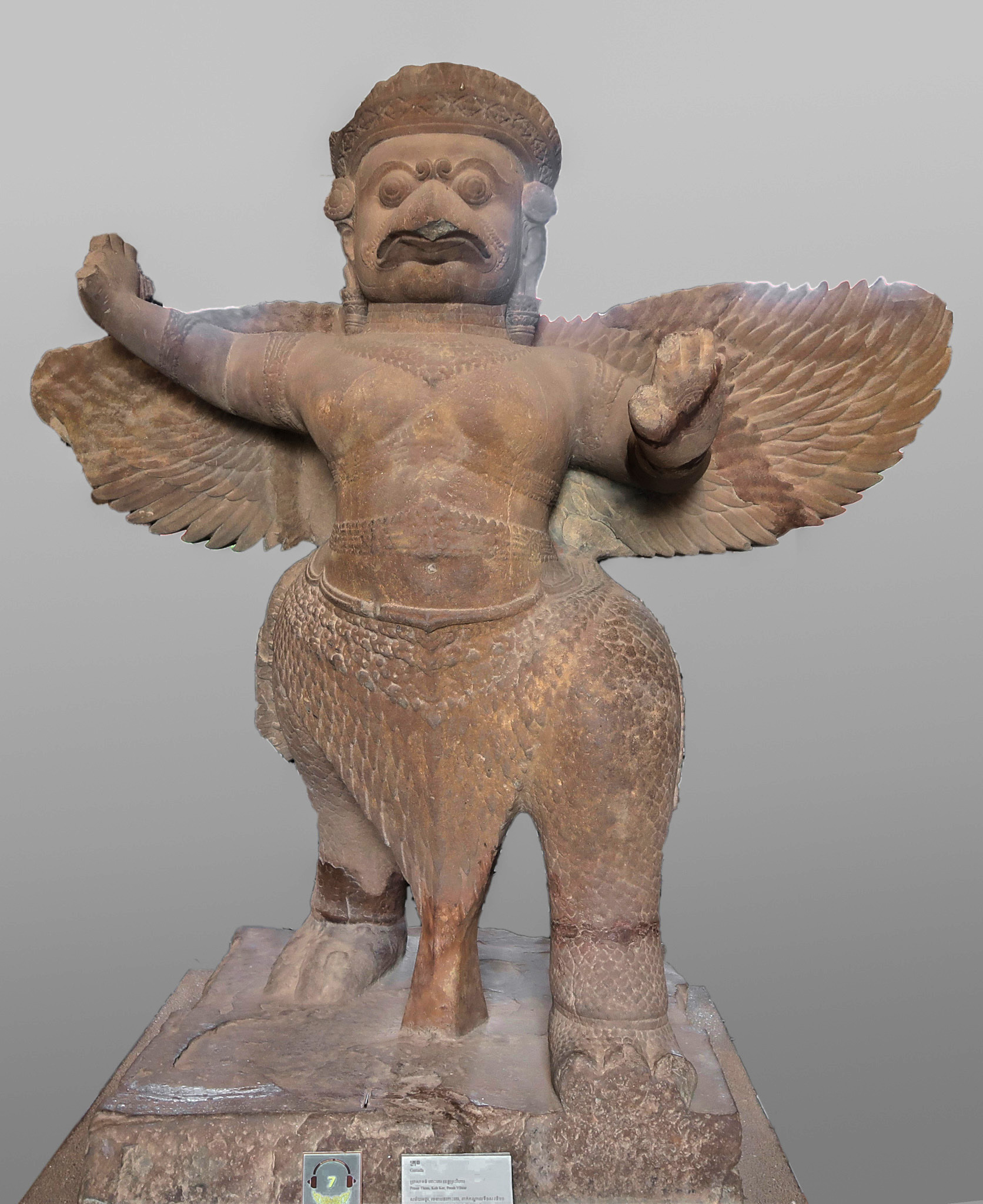
Garuda, ailes déployées, en attitude de marche. H. 1,98 m. À l'origine sur la chaussée d'accès au Prasat Thom.

Le site a été découvert par Louis Delaporte qui a effectué des dessins des ensembles sculptés encore en place, émergeant alors des couches archéologiques accumulées depuis le Xe siècle. Il a aussi prélevé deux statues qui sont actuellement conservées au musée Guimet, à Paris. L'administrateur colonial Étienne Aymonnier a effectué un relevé des monuments en 1880-90, publié en 1900. Bien plus tard, au cours des années 1930, des photos ont été prises des sculptures, séparément.
À l'écart de la plaine d'Angkor, sur une colline, dans une région légèrement montagneuse, les édifices de l'ancienne ville de Koh Ker ont tous été pillés, essentiellement dans les années 1970 et au début des années 80, car ils étaient pratiquement intacts jusqu'alors. Cependant de très nombreux fragments ont été retrouvés dans le pavillon d'entrée au Prasat Thom. Après une étude particulièrement poussée, l'archéologue Eric Bourdonneau a pu reconstruire, à partir de dix mille pièces, l'image - virtuelle, mais pour une éventuelle reconstitution future - d'une statue gigantesque, de plus de 4 m de haut, qui était placée en son cœur. Il s'agit du Shiva dansant, Shiva nataraja, qui était entouré de plusieurs statues dont on a retrouvé les piédestaux sur place. Deux d'entre elles se trouvent au musée Guimet, à Paris. Shiva possédait cinq têtes et cinq bras de chaque côté, qui tous tenaient un attribut du dieu (signes distinctifs conventionnels), ici une calotte crânienne, là un trident, etc. Ce type de statue, avec cette taille qui s'avère haute de 5,60 m, est unique dans le Cambodge ancien. L'ensemble comptait aussi, Uma, l'épouse du dieu, qui danse avec lui, deux joueurs de tambour (les deux chefs des troupes de Shiva) et Châmundâ (la forme sanguinaire de Uma/Parvati) qui tient une tête décapitée et une jambe humaine. Shiva « Seigneur des trois mondes » est reconnu désormais comme la divinité tutélaire de la royauté angkorienne.

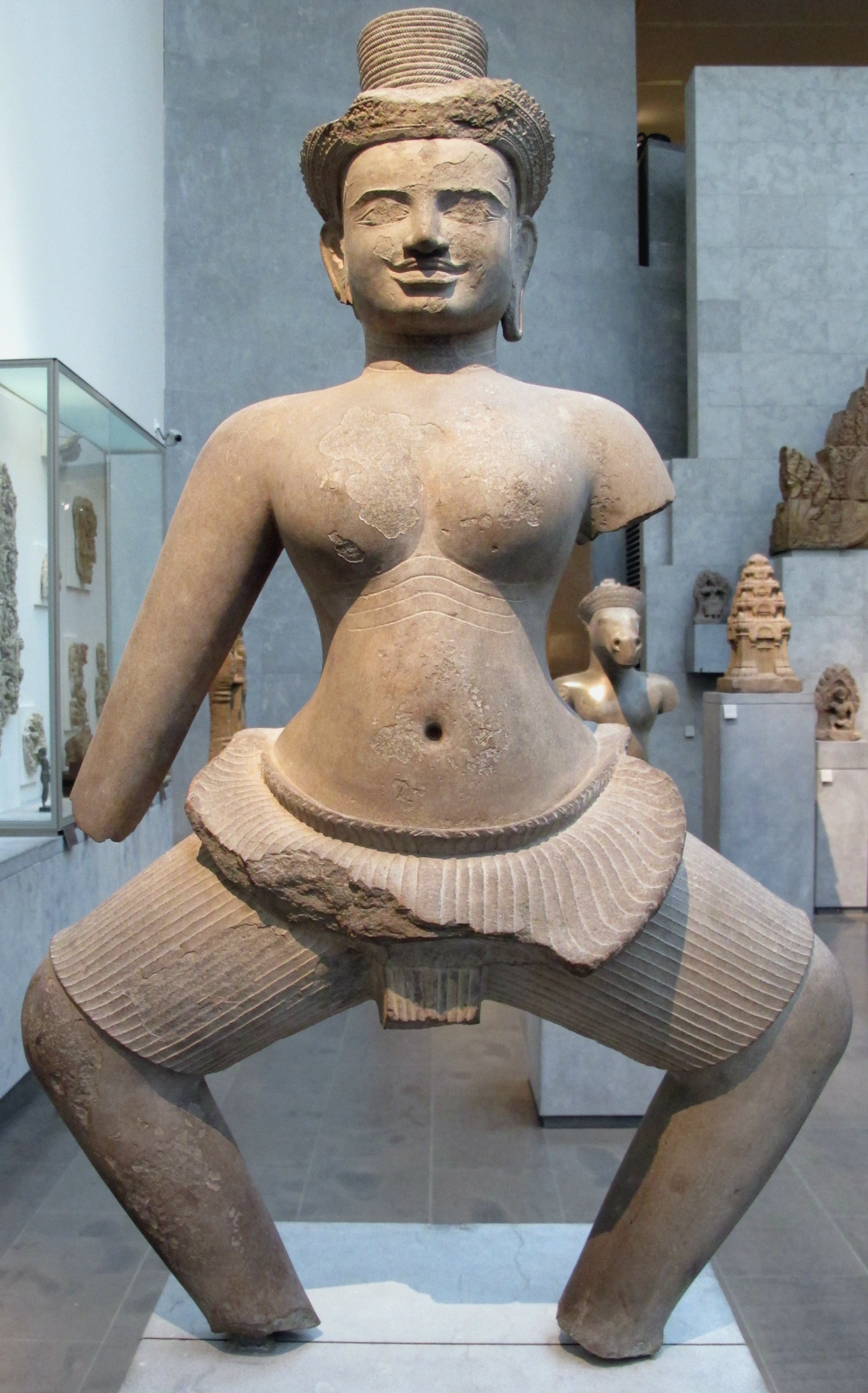
Uma, l'épouse du dieu Shiva, danse avec lui. Pavillon d'entrée au Prasat Thom. Musée Guimet 2012

La dimension théâtrale et novatrice des ensembles sculptés de Koh Ker a pu être mis en évidence par leur reconstitution tridimensionnelle. Cette restitution permet d'envisager la puissance de l'effet produit par le groupe sculpté dans son lieu. « La « puissance d'effet », ce que l'on désigne parfois comme la performance des images, est aussi significative pour leur compréhension que leur charge signifiante. Performance et signification [des images] demeurent difficilement compréhensibles l'une sans l'autre. » Ces images, tridimensionnelles dans les sanctuaires ou sculptées sur les rochers en des lieux précis, « dont la matérialité est pour beaucoup dans leur fonctionnalité. »
Dans la chapelle suivante l'archéologue a retrouvé les piédestaux des huit statues qui s'y trouvaient. La fouille a permis de prouver que c'était une scène du jugement des morts, dominée par la présence monumentale de Yama sur son buffle, qui avait été érigée ici. En poursuivant cette étude, l'une des statues conservées à Paris a attiré l'attention. Elle se distingue, en effet, par un traitement des cheveux plus naturaliste que les chevelures élevées en cylindre de mèches stylisées propres aux divinités. Il s'agit donc de l'image, sinon du "portrait", du roi qui a fait édifier Koh Ker et le complexe du Prasat Thom, Jayavarman IV. La cérémonie du jugement du roi devait aussi être marquée par un sacrifice humain, dont l'image a été sculptée sur un autre monument qui représente une scène identique, sur une stèle du sanctuaire de Vat Phou. Les autres protagonistes étaient le scribe, Chitragupta (en), et le bossu qui tient la balance, le soleil et la lune. On y mettait ainsi en scène la mort du roi. Celui qui allait revivre dans le royaume de Shiva, et dont il sortirait « divinisé », Devarāja.

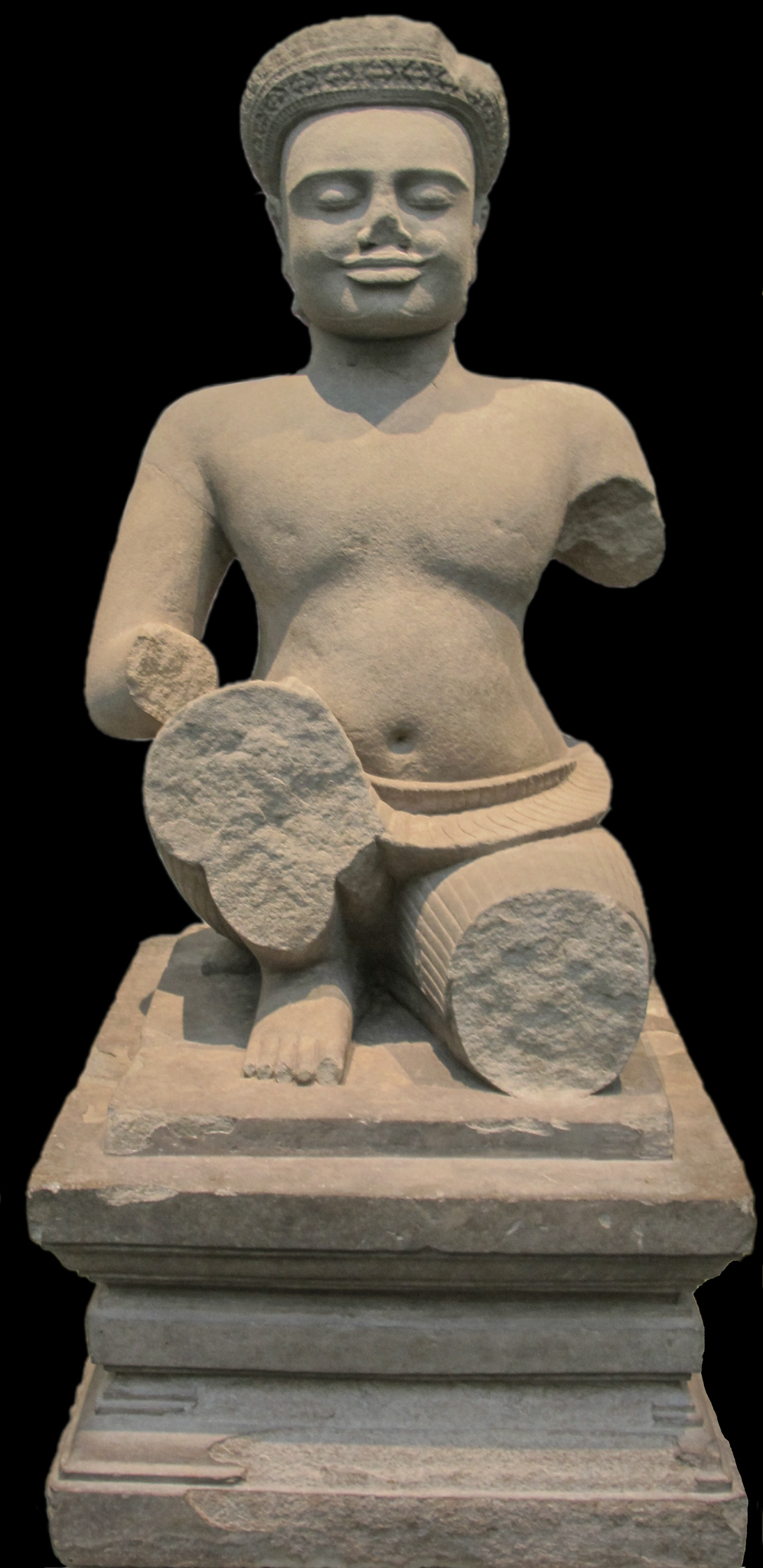
"Portrait" du roi Jayavarman IV
Koh Ker. Musée Guimet

### Conséquences: une vision nouvelle sur les temples khmers
Alors que l'on pensait que le temple khmer était uniquement la demeure du dieu, il s'avère, avec cette suite de découvertes, que le dévot qui allait au temple traversait, avant d'y parvenir, l'épreuve du jugement de Yama, dans ce type de chapelle. Il y subissait une « mort » rituelle, pour mieux « renaître » ensuite dans le séjour du dieu.
Au delà de la pyramide, une colline s'est révélée être un immense monticule de cendres : trace d'un gigantesque bûcher funéraire. Ainsi la dimension funéraire de l'ensemble archéologique coïncide avec la dimension funéraire de la statuaire. Koh Ker était bien un temple funéraire. Il semble bien en être de même pour tous les autres temples-montagne khmers. Ainsi, celui d'Angkor Vat, dont témoigne la vaste scène du jugement de Yama dans la galerie des bas-reliefs Sud-est, de la troisième enceinte, et préservés dans leur intégralité grâce au moulage effectué à l'initiative de Louis Delaporte.
Une vision plus complète de la sculpture khmère est aussi en bonne voie grâce au travail effectué par l'imagerie tridimensionnelle et ainsi la restitution des ensembles pillés. En effet plusieurs statues appartenant à un autre sanctuaire du site, le pavillon d'entrée I Ouest du Prasat Chen (voir plan), ont été restituées au Cambodge à la suite de la communication des résultats des recherches effectuées à Koh Ker.

## Le style de Koh Ker
Ce style se retrouve dans d'autres monuments réalisés à cette époque.

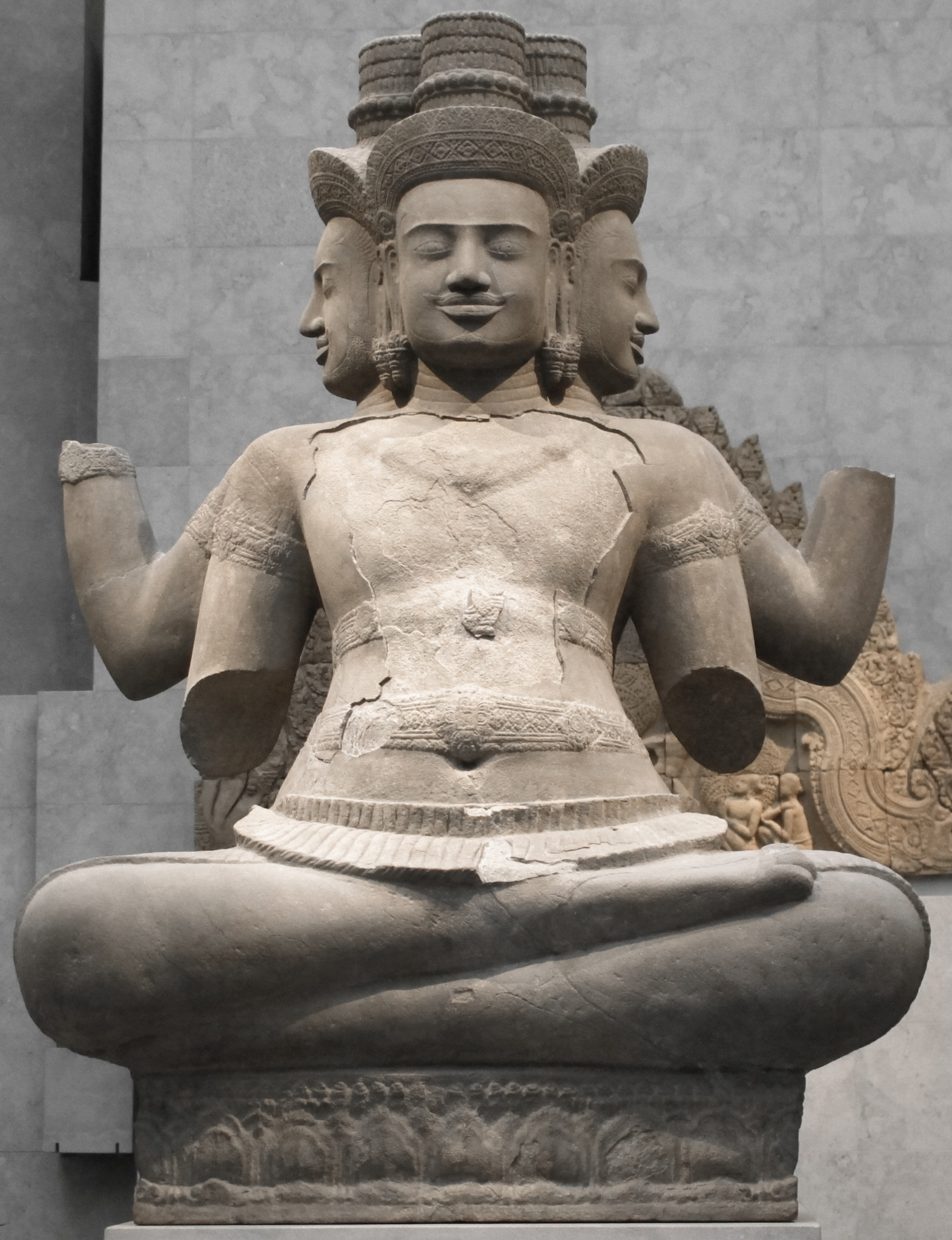
Brahmā aux quatre visages et aux chignons d'ascète Vat Baset (Battambang) Grès, H 1,47 m. Musée Guimet
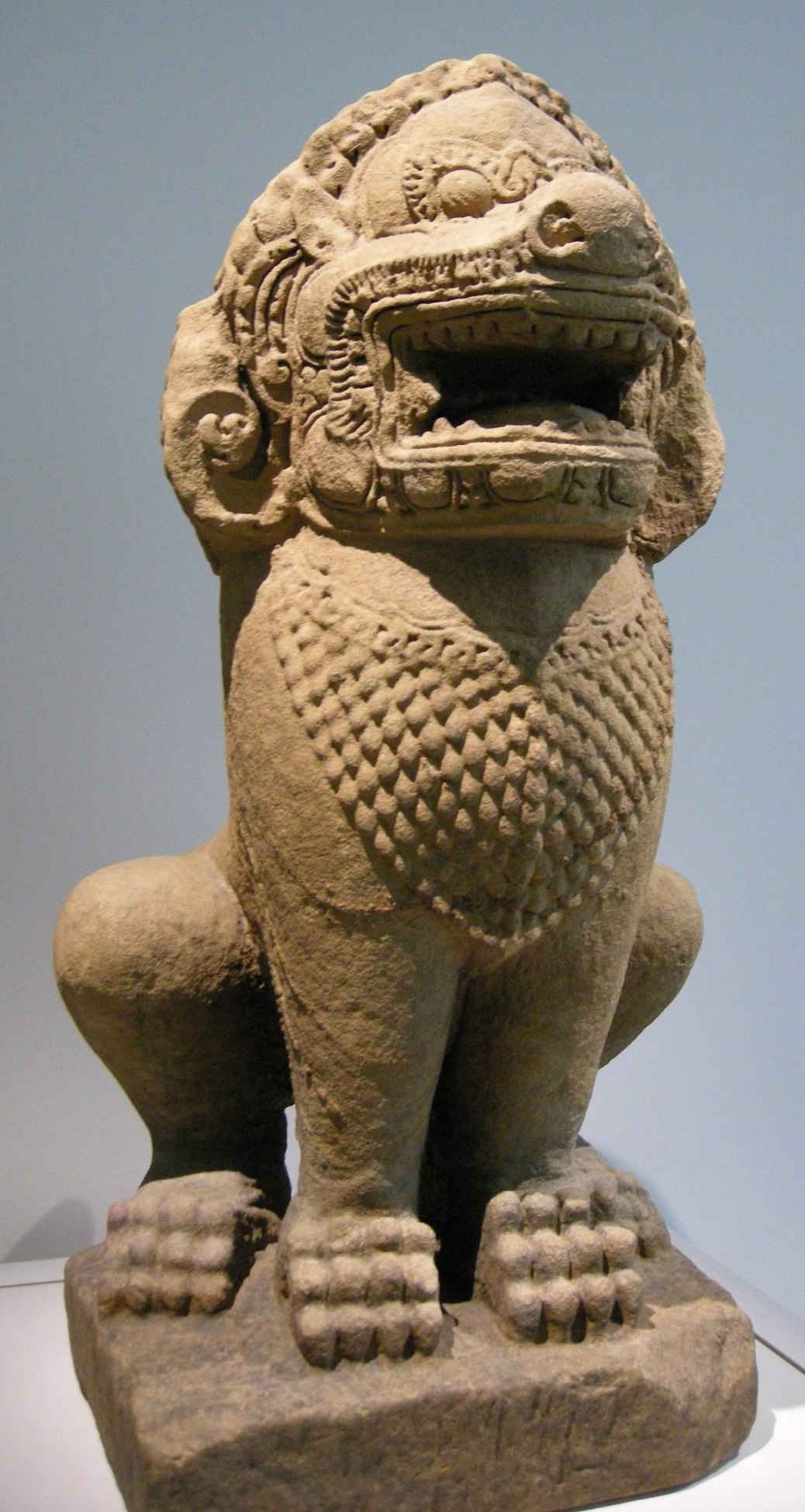
Lion gardien. Galerie d'art de Nouvelle-Galles du Sud
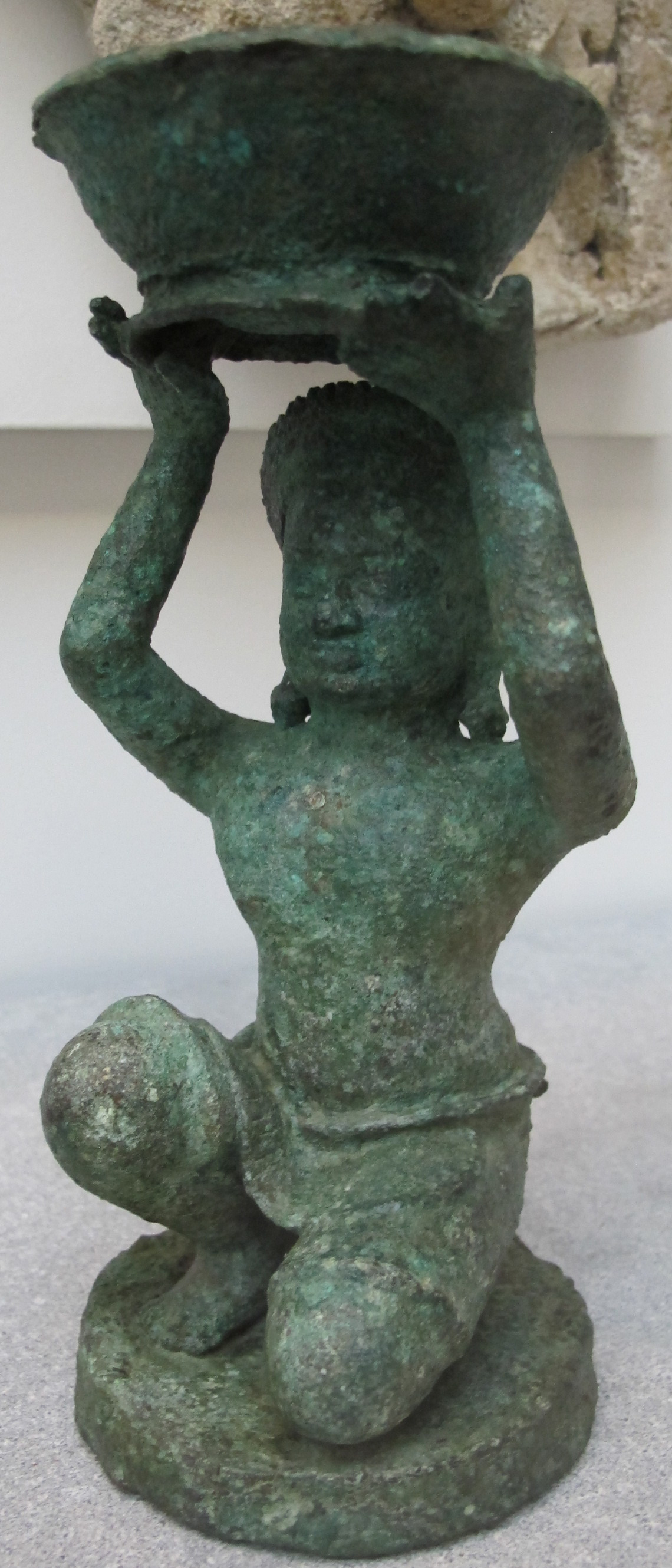
Porteur d'offrande. Prov. exacte inconnue, Cambodge Bronze. H. 18,5 cm. Musée Guimet